# Državna univerza v Sankt Peterburgu
Državna univerza v Sankt Peterburgu (SPBU; rusko Санкт-Петербургский государственный университет) je javna raziskovalna univerza v Sankt Peterburgu v Rusiji. Univerza, ki je bila ustanovljena leta 1724 z odlokom Petra Velikega, se je že od začetka osredotočala na temeljne raziskave v znanosti, tehniki in humanistiki.
Med sovjetskim obdobjem je bila znana kot Leningrajska državna univerza (rusko Ленинградский государственный университет). Leta 1948 so jo preimenovali po Andreju Ždanovu, tako da se je uradno imenovala »Leningrajska državna univerza, poimenovana po A. A. Ždanovu in odlikovana z redom Lenina in redom rdeče delavske zastave«. Ime Ždanova so odstranili leta 1989. Ime Leningrad pa je bilo uradno zamenjano v Sankt Peterburg leta 1992.
Sestavlja jo 24 specializiranih fakultet (oddelkov) in inštitutov, Akademska gimnazija, Medicinska fakulteta, Fakulteta za telesno kulturo in šport, ekonomijo in tehnologijo. Univerza ima dva glavna kampusa: enega na Vasiljevskem otoku in drugega v Petergofu.

## Rangiranje
Na mednarodnih lestvicah je bila univerza leta 2022 uvrščena na 35. mesto na lestvici The Three University Missions Ranking in na 242. mesto na lestvici QS World University Rankings. Leta 2023 je bila uvrščena na 652. mesto na strani US News & World Report.  Leta 2021 pa na 601.-800. mesto po Times Higher Education World University Rankings  in 301.–400. mesto po Academic Ranking of World Universities.

## Zgodovina

### 1724–1821
Med upravo Državne univerze v Sankt Peterburgu in Državne univerze v Moskvi obstaja spor o tem, katera od teh dveh je najstarejša visokošolska ustanova v Rusiji. Državna univerza v Moskvi je bila ustanovljena leta 1755.  Po drugi strani pa Univerza v Sankt Peterburgu, ki deluje neprekinjeno od leta 1819, trdi, da je pravna naslednica prvotne univerze. Ta prvotna univerza je bila ustanovljena skupaj z Akademsko gimnazijo in Akademijo znanosti v Sankt Peterburgu 24. januarja 1724, na podlagi odloka Petra Velikega.
Med letoma 1804 in 1819 Univerza v Sankt Peterburgu uradno ni obstajala; ustanova, ki jo je ustanovil Peter Veliki, Sanktpeterburška akademija, je bila razpuščena, ker je ustanovna listina o Akademiji znanosti iz leta 1803 določala, da z njo ne smejo biti povezane nobene izobraževalne ustanove.
Pedagoški inštitut v Petreburgu, leta 1814 preimenovan v Glavni pedagoški inštitut, je bil ustanovljen leta 1804 in je zasedal del stavbe Dvanajst kolegijev. 8. februarja 1819 (po starem koledarju) je Aleksander I. Ruski preoblikoval Glavni pedagoški inštitut v Univerzo v Sankt Peterburgu, ki je takrat obsegala tri fakultete Fakulteto za filozofijo in pravo, Fakulteto za zgodovino in filologijo ter Fakulteto za fiziko in matematiko. Glavni pedagoški inštitut (kjer je študiral Dimitrij Mendelejev) je bil leta 1828 obnovljen kot samostojna izobraževalna ustanova, neodvisna od Univerze v Sankt Peterburgu, kjer so usposabljali učitelje, dokler ni bil dokončno zaprt leta 1859.

### 1821–1917
Leta 1821 so univerzo preimenovali v Imperijalno univerzo v Sanktpeterburgu. Tri leta kasneje, leta 1823, se je večina univerze preselila iz zgradbe Dvanajst kolegijev v južni del mesta. Naslednje leto, 1824, je bila sprejeta prilagojena različica statuta Univerze v Moskvi kot ustanovna listina Imperialne univerze v Sankt Peterburgu. Leta 1829 je na univerzi delovalo 19 rednih profesorjev, vpisanih pa je bilo 169 rednih in izrednih študentov. Leta 1830 je car Nikolaj univerzi vrnil celotno zgradbo Dvanajst kolegijev, kjer so nato nadaljevali z izvajanjem predavanj.
Leta 1835 je bil sprejet nov statut Imperialnih univerz v Rusiji, ki je med drugim predvidel ustanovitev Pravne fakultete, Fakultete za zgodovino in filologijo ter Fakultete za fiziko in Matematiko. Te so bile nato združene v Filozofsko fakulteto.
Leta 1849, po dogodkih pomladi narodov, je senat Ruskega imperija sprejel odločitev, da rektorja univerze odslej imenuje minister za narodno prosveto in ne več Zbor univerze. Kljub temu je bil Pjotr Pletnjov ponovno imenovan za rektorja in je ostal na tem položaju vse do leta 1861, kar ga uvršča med najdlje službujoče rektorje Univerze v Sankt Peterburgu (1840–61).
Leta 1855 so orientalske študije ločili od Fakultete za zgodovino in filologijo, s čimer je bila uradno ustanovljena četrta fakulteta, Fakulteta za orientalske jezike, ki so jo uradno odprli 27. avgusta 1855.
V letih 1859–61 so izredne študentke lahko začele obiskovati predavanja. Leta 1861 je bilo na univerzi 1270 rednih in 167 izrednih študentov, od tega jih je bilo 498 na Pravni fakulteti, ki je bil takrat največji oddelek, ki je vključeval katedro za kameralne študije, kjer so študenti pridobivali znanje s področij varnosti, zdravja pri delu in okoljskega inženirstva ter znanosti, vključno s kemijo, biologijo, agronomijo, pravom in filozofijo. Zato so na Pravni fakulteti študirali mnogi ruski, gruzijski in drugi menedžerji, inženirji in znanstveniki. Med letoma 1861–62 je na univerzi prišlo do študentskih nemirov, zaradi česar so univerzo v tem letu dvakrat začasno zaprli. Študentom je bila odvzeta pravica do zbiranja, bili so pod policijskim nadzorom, javna predavanja pa so bila prepovedana. Mnogo študentov je bilo izključenih. Po nemirih je leta 1865 na univerzi ostalo le še 524 študentov.
Odlok ruskega carja Aleksandra II., sprejet 18. februarja 1863, je obnovil pravico Zbora univerze do volitve rektorja. Ustanovil je tudi novo fakulteto za teorijo in umetnostno zgodovino v okviru Fakultete za zgodovino in filologijo.
Marca 1869 so študentski nemiri znova pretresli univerzo, vendar v manjšem obsegu. Do leta 1869 je na univerzi diplomiralo 2588 študentov.
Leta 1880 je Ministrstvo za narodno prosveto študentom prepovedalo poroko, poročene osebe pa niso mogle biti sprejete. Leta 1882 je na univerzi znova prišlo do študentskih nemirov. Leta 1884 je bil sprejet nov Statut Imperialnih ruskih univerz, ki je pravico do imenovanja rektorja ponovno podelil Ministru za narodno prosveto. 1. marca 1887 (po starem koledarju) je bila skupina študentov univerze aretirana, ker so načrtovali atentat na Aleksandra III. Ruskega. Posledično je Minister za narodno razsvetljenstvo Ivan Deljanov leta 1887 odobril nova pravila o vpisu v gimnazije in univerze, ki so osebam neplemiškega porekla prepovedale vpis na univerzo, razen če so bile izredno nadarjene.
Do leta 1894 je na univerzi diplomiralo 9212 študentov. Med učenjaki druge polovice 19. stoletja, povezanih z univerzo, so bili matematik Pafnuti Čebišov, fizik Heinrich Lenz, kemika Dimitrij Mendelejev in Aleksander Butlerov, embriolog Aleksander Kovalevski, fiziolog Ivan Sečenov in pedolog Vasily Dokučajev. 24. marca 1896 (po starem koledarju) je Aleksander Popov v kampusu univerze prvič v zgodovini javno prikazal oddajanje radijskih valov.
1. januarja 1900 (po starem koledarju) je bilo na Pravni fakulteti vpisanih 2099 študentov, na Fakulteti za fiziko in matematiko 1149 študentov, na Fakulteti za orientalske jezike 212 študentov in na Fakulteti za zgodovino in filologijo 171 študentov. Leta 1902 je bila na univerzi odprta prva študentska jedilnica v Rusiji.
Od približno leta 1897 naprej so redne stavke in študentski nemiri pretresali univerzo in se širili na druge visokošolske ustanove po Rusiji. Med revolucijo leta 1905 je bila listina o delovanju univerz še enkrat spremenjena; delno je bila povrnjena univerzam avtonomija in prvič po letu 1884 je bila vrnjena pravica volitev rektorja akademskemu zboru. V letih 1905–06 je bila univerza zaradi študentskih nemirov začasno zaprta. Leta 1911 so ji ponovno odvzeli avtonomijo. Istega leta je bila univerza ponovno začasno zaprta.
Leta 1914, ob začetku prve svetovne vojne, so univerzo preimenovali v Petrograjsko imperialno univerzo, po mestu v katerem se je nahajala. Med vojno je univerza postala središče za mobilizacijo ruskih intelektualnih virov in znanstvenih prizadevanj za vojaške potrebe. Leta 1915 je bila odprta podružnica univerze Permu, ki je kasneje postala Državna univerza v Permu.

### 1918–1939
Zbor Imperialne univerze v Petrogradu je odkrito pozdravil Februarsko revolucijo leta 1917, ki je pomenila konec ruske monarhije, in univerza je postala znana kot Univerza v Petrogradu. Vendar pa je po Oktobrski revoluciji leta 1917 univerzitetno osebje in uprava sprva glasno nasprotovalo boljševiškemu prevzemu oblasti in ni bilo naklonjeno sodelovanju z Narkomprosom. Kasneje, med letoma 1917–22, med rusko državljansko vojno, so nekateri člani osebja, osumljenih protirevolucionarnih simpatij, bili zaprti (npr. Lev Ščerba leta 1919), usmrčeni ali izgnani v tujino na tako imenovanih ladjah filozofov leta 1922 (npr. Nikolaj Loski). Poleg tega je celotno osebje v teh letih trpelo zaradi lakote in skrajne revščine.
Leta 1918 so univerza preimenovali v 1. Državno univerzo v Petrogradu, leta 1919 pa je Narkompros združil to univerzo z 2. PSU (nekdanji Psihonevrološki inštitut) in 3. PSU (nekdanji Bestuževovi višji tečaji za ženske) v Državno univerzo v Petrogradu. Leta 1919 je Narkompros namesto Fakultete za zgodovino in filologijo, Fakultete za orientalske jezike in Pravne fakultete ustanovil Fakulteto za družbene vede. Nikolaj Marr je postal prvi dekan nove fakultete. Kemik Aleksej Favorski je postal dekan Fakultete za fiziko in matematiko. Za množično izobraževanje so bili na osnovi univerze odprti rabfaki in brezplačni univerzitetni tečaji.
Jeseni 1920 je, kot je opazila brucka Alice Rosenbaum (Ayn Rand), vpis potekal odprto in večina študentov je bila protikomunistično usmerjenih, vključno z nekaj glasnimi nasprotniki režima. Ko so ugotovili, da izobražujejo »razredne sovražnike«, so leta 1922 izvedli čistko na podlagi razrednega ozadja študentov in vsi študenti, razen diplomantov z buržoaznim ozadjem, so bili izključeni.
Leta 1924 so univerzo preimenovali po istoimenskem mestu, v Državno univerzo v Leningradu. Da bi zatrli intelektualno nasprotovanje sovjetski oblasti, so številne zgodovinarje, ki so delali na univerzi, vključno s Sergejem Platonovom, Jevgenijem Tarlejem in Borisom Grekovom, zaprli v tako imenovani Akademski aferi leta 1929–30 na podlagi izmišljenih obtožb sodelovanja v kontrarevolucionarni zaroti z namenom strmoglavljenja vlade. Nekateri drugi člani osebja so bili v letih 1937–38 med veliko čistko zatirani.

### 1940–1999
Med obleganjem Leningrada v letih 1941–44 v drugi svetovni vojni je veliko študentov in osebja umrlo zaradi lakote, v bitkah ali zaradi represije. Univerza so v letih 1942–44 evakuirali v Saratov. Med vojno je imela univerza podružnico v Jelabugi. Leta 1944 je predsedstvo Vrhovnega sovjet Sovjetske zveze podelilo univerzi Red Lenina. Leta 1948 je Sovjetski svet ministrov univerzo poimenoval po Andreju Ždanovu, pokojnem komunističnem funkcionarju. Ta odločitev je bila preklicana leta 1989 med perestrojko.
V letih 1949–50 je med preiskavo leningrajske afere, ki jo je sprožilo centralno sovjetsko vodstvo, več profesorjev umrlo v zaporu, minister za izobraževanje RSFSR, nekdanji rektor Aleksander Voznesenski, je bil usmrčen.
Leta 1966 se je Svet ministrov odločil zgraditi primestni kampus v Petrodvorcu za večino matematičnih in naravoslovnih fakultet. Selitev fakultet je bila dokončana v 90. letih. Leta 1969 je predsedstvo Vrhovnega sveta Sovjetske zveze univerzi podelilo Red rdeče delavske zastave. Leta 1991 so univerza po istoimenskem mestu preimenovala nazaj v Državno univerzo v Sankt Peterburgu. Na univerzi sta se izobraževala ruska predsednika Vladimir Putin in Dimitrij Medvedjev, ki sta oba študirala pravo.

### 2000–danes
Nikolaj Kropačev (Кропачев Николай Михайлович), rektor Državne univerze v Sankt Peterburgu, je podpisal pismo podpore ruski invaziji na Ukrajino.
V začetku leta 2022 je univerza izključila 13 študentov, ki so protestirali proti ruski invaziji na Ukrajino leta 2022.
Kot odziv na rusko invazijo sta marca 2022 Univerza uporabnih znanosti v Hamburgu in Univerza v Bremnu prekinili svoje dolgoletne odnose z univerzo, Dartmouth College je prenehal izvajati svoj študijski program ruskega jezika, CEMS - Globalna zveza za izobraževanje na področju managementa pa je prekinil partnerstvo s Fakulteto za management v Sankt Peterburgu. Poleg tega je Evropska Coimbra Group univerzo izključila, Evropsko združenje univerz pa je šolo začasno suspendiralo. Svet za mednarodno izobraževalno izmenjavo je na univerzi ustavil svoje programe in študente preselil na druge neruske univerze.

## Organizacija

### Upravljanje
Univerza je zvezna državna visokošolska ustanova, ki jo upravlja Vlada Ruske federacije. Ima 24 fakultet in inštitutov, ki so nadalje razdeljeni na oddelke in druge glavne strukturne enote.
Najvišji organ samouprave univerze je njena skupščina, ki izvoli rektorja in Akademski Akademski zbor za dobo petih let. Skupščino sestavljajo člani Akademskega zbora univerze in osebje, ki jih delegirajo skupščine glavnih strukturnih enot v skladu s kvotami, ki jih določi Akademski zbor univerze. Splošno upravljanje univerze opravlja Akademski zbor, ki ga sestavljajo rektor, ki mu predseduje, predsednik univerze, prorektorji in predstavniki glavnih strukturnih enot.
Splošno upravljanje fakultete prav tako vodi njen akademski zbor, ki ga izvoli skupščina fakultete za pet let. Postopek volitev in kvote oddelkov določa sam akademski zbor fakultete. Dekana, ki vodi fakulteto in predseduje njenemu akademskemu zboru, voli akademski zbor fakultete za pet let.

### Študijsko leto
Študijsko leto na Državni univerzi v Sankt Peterburgu se običajno začne 1. septembra. Vsaka učna ura traja 90 minut, kar ustreza dvema akademskima urama. Študijsko leto je razdeljeno na dva semestra. Prvi semester se konča konec decembra, drugi pa se prične sredi februarja in se zaključi do konca maja. Ob koncu vsakega semestra sledi obdobje za preliminarne teste (v zadnjem tednu decembra in maja) nato pa obdobje izpitov (v januarju in juniju).

### Kampusi
Univerza ima dva glavna kampusa: na Vasiljevskem otoku v zgodovinskem središču mesta in v Petergofu (prej Petrodvorec), jugozahodnem predmestju. Glavna stavba univerze, Dvanajst kolegijev, se nahaja na Vasiljevskem otoku in vključuje knjižnico, Fakulteto za biologijo ter Inštitut za zemeljske vede. Fakulteta za filologijo in Fakulteta za orientalske študije si delita bližnjo zgradbo petrovsko baročno iz 18. stoletja, ki jo je zasnoval Domenico Trezzini in je bila prvotno zgrajena kot palača Petra II. Novi Gostinij Dvor, ki ga je zasnoval Giacomo Quarenghi in je bil zgrajen v 19. stoletju, zasedata Inštitut za zgodovino, Inštitut za filozofijo. Fakulteta za psihologijo je pred njo na nabrežju Admirala Makarova na Mali Nevi. Podiplomska šola za management, Šola za novinarstvo in množične komunikacije, Medicinska fakulteta, Fakulteta za zobozdravstvo in medicinske tehnologije, Pravna fakulteta in Fakulteta za vojaške študije so na Vasiljevskem otoku, vendar dlje proti zahodu. Štiri druge družboslovne fakultete se nahajajo vzhodno od središča mesta na južnem bregu Neve: Ekonomska fakulteta je nedaleč od podzemne postaje Černiševskaja, medtem ko Fakulteta za sociologijo, Fakulteta za politične vede in Fakulteta za mednarodne odnose zasedajo zgodovinsko zgradbe samostana Smolni.
Nov predmestni kampus sestavljajo Fakulteta za uporabno matematiko in procese vodenja, Kemijski inštitut, Fakulteto za matematiko in mehaniko ter Fakulteto za fiziko, ki so v sodobnih zgradbah v Petergofu. V bližini kampusa Petergof je park Sergievka, kjer so stavbe Fakultete za biologijo.

### Fakultete in inštituti
SPbSU sestavlja 24 specializiranih fakultet, ki so:
- Fakulteta za uporabno matematiko in procese vodenja (*rus | *eng)
- Fakulteta za biologijo (*rus)
- Inštitut za kemijo
- Fakulteta za zobozdravstvo in medicinsko tehnologijo (*rus)
- Ekonomska fakulteta (*rus)
- Inštitut za zemeljske vede (*rus)
- Inštitut za zgodovino (*rus)
- School of International Relations (*rus)
- Pravna fakulteta
- Fakulteta za liberalne umetnosti in znanosti (*rus | *eng)
- fakulteta za matematiko in mehaniko (*rus | *eng)
- Fakulteta za medicino (*rus)
- Fakulteta za orientalske študije (*rus | *eng)
- Fakulteta za umetnost(*rus | *eng)
- Fakulteta za filologijo (*rus | *eng)
- Inštitut za filozovijo (*rus | *eng)
- Fakulteta za fiziko (*rus | *eng)
- Fakulteta za politične znanosti (*rus) (*rus | *eng)
- Fakulteta za psihologijo (*rus | *eng)
- w:ru:Факультет социологии Санкт-Петербургского государственного университетаFakulteta za sociologijo (*rus)
- Visoka šola za management
- Vojaška fakulteta (*rus)
- Šola za novinarstvo in množične komunikacije (*rus | *eng)
  - Fakulteta za uporabne komunikacije
  - Fakulteta za novinarstvo

Obstaja tudi Oddelek za telesno kulturo in šport. (*rus)

### Pomembni nekdanji študenti in profesorji
Nekdanji študenti so bili: Ruski revolucionar in ustanovitelj Sovjetske zveze, Vladimir Lenin, aktualni predsednik Rusije Vladimir Putin, ruska premiera Pjotr Stolipin in Dimitrij Medvedjev ter nekdanja predsednica Litve Dalia Grybauskaitė.
Devet diplomantov univerze je prejelo Nobelovo nagrado: Ivan Pavlov (fiziologija in medicina, 1904), Ilja Mečnikov (fiziologija in medicina, 1908), Nikolaj Semjonov (kemija, 1956), Lev Landau (fizika, 1962), Aleksandr Prohorov (fizika, 1964), Wassily Leontief (ekonomija, 1973), Leonid Kantorovič (ekonomija, 1975), Josif Brodski (literatura, 1987) in Aleksej Ekimov (kemija, 2023). Diplomanta Grigorij Perelman in Stanislav Smirnov sta prejela Fieldsovo medaljo.
Med znanstveniki, povezanimi z Državno univerzo v Sankt Peterburgu, so bili Leonard Euler, Mihail Lomonosov, kemik Dmitrij Mendelejev in matematiki Aleksander Aleksandrov. Aleksander Barvinok, Abraham Bezicovič, Lev M. Bregman, Pafnuti Čebišovv, Jakov Eliashberg, Sergej Fomin, Leonid Frankfurt, Israel Gohberg, Alexander Its, Jurij Linnik, Mihail Lomonosov, Aleksander Ljapunov, Andrej Markov, Solomon Mihlin, Mihail Ostrogradski, Grigorij Perelman, Vladimir Rohlin, Vladimir Smirnov, Sergej Sobolev, Vladimir Steklov, Jacob Tamarkin in Victor Zalgaller. Poleg tega še fiziki Vladimir Fok, Leonid Frankfurt, Lev Pavlovič Rapoport, Elena Besley, Boris Rosing, astrofizik Viktor Ambarcumjan, botanika Vladimir Komarov in Vladimir Sukačev, fiziologa Ivan Sešenov, Kliment Timiryazev, filozofa in sociologa Georgij Gurvič in Pitirim Sorokin, zgodovinarji Rahul Sankrityayan, Jevgenij Tarle, Gregorij Arešijan in Boris Grekov, filologi Aleksander Blok, Lev Klejn, Ivan Turgenjev, Ilia Čavčavadze, Lev Ščerba, Vladimir Propp, Viktor Žirmunski, orientalisti Vasilij Struve, Josip Orbeli, Boris Piotrovski, umetniki Nikolaj Rerik in Zare Jusupova. Skladatelj Igor Stravinski je obiskoval univerzo od leta 1901 do 1905.
Ameriška pisateljica Ayn Rand je obiskovala univerzo od leta 1920 do 1924 in diplomirala z odliko iz zgodovine. Ukrajinski nacionalist in publicist Dmitro Doncov je nekaj časa po letu 1900 na univerzi študiral pravo.
Aleksander Aljehin je bil četrti svetovni šahovski prvak, Grigorij Levenfiš pa 2-kratni sovjetski šahovski prvak, Genadij Šatkov je bil olimpijski prvak v boksu, Eduard Vinokurov pa olimpijski in svetovni prvak v sabljanju.